# Henry Louis Le Châtelier
Henry Louis Le Châtelier (født 8. oktober 1850, død 17. september 1936) var en fransk/italiensk kemiker, som har bidraget afgørende til forståelsen af kemisk ligevægt formuleret som Le Chateliers princip. 

## Biografi
Le Châtelier blev født den 8. oktober 1850 ved den fransk-italienske grænse af forældrene Louis Le Châtelier og Louise Durand. Det er en almindelig antagelse at Le Châtelier var fransk pga. det franskklingende navn, men hans mor var italiener. Hans far var en meget indflydelsesrig person i den franske industri. Han spillede en vigtig rolle i tilblivelsen af den franske aluminiumindustri, introduktionen af Siemens' regenerative smelteovn i jern- og metalindustrien, samt væksten i togtransporten. Le Châteliers far havde stor indflydelse på hans karrierevalg.
Le Châtelier havde én søster (Marie) og fire yngre brødre (Louis, Alfred, George og André). Hans mor var meget streng katolik og opdragede sine børn meget regelret og stramt. Henry beskrev med egne ord det sådan "Jeg var tilpasset til en meget streng disciplin. Det var vigtigt at vågne til tiden om morgen, være forberedt på egne opgaver og pligter, spise hvad der var på tallerkenen osv. Hele mit liv har jeg holdt ved denne respekt for lov og orden. Orden er en perfekt realisering af civilisationen" (L. Guillet, REVUE DE METALLURGIE, Numéro Spécial, janvier 1937).
Som barn gik Le Chatelier på Collége Rollin i Paris. I en alder af 19, efter kun et års speciale på ingeniøruddannelsen, fulgte han i sin fars fodspor og tilmeldte sig École polytechnique. I september 1870 blev Le Chatelier udnævnt til løjtnant af polutechnique. Henry Louis Le Chalier færdiguddannet. Le Chatelier bestod med udmærkelse og startede på École des mines in Paris 1871.
Han var gift med Geniévre Nicolas. Hun var en del af familiens vennekreds og søster til en studieven. De fik 7 børn; 4 piger og 3 drenge.

## Karriere
I 1921 blev han udnævnt til æresdoktor på det Den Polytekniske Læreanstalt, det nuværende Danmarks Tekniske Universitet.